# Денчо Недялков
Денчо Иванов Недялков е български банкер и счетоводител.

## Биография
Роден е на 13 март 1882 г. в Габрово. Завършва Априловската гимназия и след това за две години е учител в с. Зелено дърво. По-късно става обущар. Със собствени средства учи В Германия, където завършва финанси в Ерланген, а по-късно защитава докторат по спопански науки. Участва в Първата световна война.
Член е на Проверителния съвет на АД „Принц Кирил“ в периода 1920 – 1926 г. Работи в „Индустриална банка“ в Габрово, като директор и собственик. Член е на Габровския общински съвет в периода март 1923 – септември 1924 г. През 1928 г. се изселва със семейството си в София. Работи като директор на Централна банка на българските провинциални банки до национализацията ѝ. Директор е на минно акционерно дружество „Пирин“ – Кърджали, подпредседател на съюза на заклетите експерт счетоводители, а след 1944 г. е главен секретар на Съюза на акционерните дружества В България. По-късно е главен счетоводител на „Всестранни услуги“ в София. Умира на 27 ноември 1965 г.